# 浅井道忠
浅井 道忠（あさい みちただ）は、戦国時代から安土桃山時代にかけての武将。徳川氏の家臣。同時代の資料中では忠久の名しか確認ができていない。

## 略歴
三河国碧海郡箕輪村（現在の愛知県安城市）の土豪出身とされる。
始め水野信元に属し、永禄3年（1560年）5月の桶狭間の戦いでは今川義元の討死を松平元康に知らせたと伝わる。岡崎城への退却の際には道案内と警護を務め、その忠節により所領を安堵された。
以降は長らく奉行として領国内の内政に関わる。主に三河国（後に甲斐国）を中心として訴訟や町普請などに携わっていたようである。なお、小栗吉忠や子の道多と共に、俗に三遠奉行と称されたと伝わるが、当時はそのような役職であったわけではない。
天正10年（1582年）甲州征伐後、凱旋のために東海道を遊覧する織田信長に備えて、小栗吉忠らと共に天竜川に架橋。さらに付近の宿場などの整備を行った。これらの功によって信長より褒美を受けた記録が残る。